# Song Khê
Song Khê là một phường thuộc thành phố Bắc Giang, tỉnh Bắc Giang, Việt Nam.

## Địa lý
Phường Song Khê có vị trí địa lý:
- Phía đông giáp phường Đồng Sơn và phường Tiền Phong
- Phía tây giáp phường Nội Hoàng và thị xã Việt Yên
- Phía nam giáp phường Nội Hoàng và phường Tiền Phong
- Phía bắc giáp phường Mỹ Độ và phường Tân Mỹ.

Phường Song Khê có diện tích 4,44 km², dân số năm 2023 là 7.432 người, mật độ dân số đạt 1.673 người/km².
Trên địa bàn xã có Quốc lộ 1 mới chạy qua và tỉnh lộ 398 (trước đây là tỉnh lộ 284).

## Hành chính
Phường Song Khê được chia thành 4 tổ dân phố: Liêm Xuyên (Lịm Xuyên), Song Khê 1, Song Khê 2, Yên Khê.

## Lịch sử
Tháng 8 năm 1945, thành lập xã Chí Minh thuộc huyện Lạng Giang trên cơ sở 4 xã: Song Khê, Yên Khê, Liêm Xuyên, Khánh Khê.
Ngày 8 tháng 5 năm 1950, Thủ tướng Chính phủ ban hành Nghị định số 11-TTg về việc sáp nhập Chí Minh thuộc huyện Lạng Giang vào huyện Việt Yên.
Ngày 6 tháng 9 năm 1952, Liên khu ủy Việt Bắc ban hành Nghị quyết số 06/NQ-BB/BG về việc sáp nhập xã Chí Minh thuộc huyện Lạng Giang vào huyện Yên Dũng.
Ngày 27 tháng 10 năm 1962, Quốc hội ban hành Nghị quyết về việc thành lập tỉnh Hà Bắc trên cơ sở tỉnh Bắc Giang và tỉnh Bắc Ninh. Khi đó, xã Yên Khê thuộc huyện Yên Dũng, tỉnh Hà Bắc.
Năm 1969, đổi tên xã Chí Minh thành xã Song Khê.
Xã Song Khê có 3 thôn: Liêm Xuyên, Song Khê, Yên Khê.
Ngày 6 tháng 11 năm 1996, Quốc hội ban hành Nghị quyết về việc chia tỉnh Hà Bắc thành tỉnh Bắc Giang và tỉnh Bắc Ninh. Khi đó, xã Song Khê thuộc huyện Yên Dũng, tỉnh Bắc Giang.
Ngày 27 tháng 9 năm 2010, Chính phủ ban hành Nghị quyết số 36/NQ-CP về việc chuyển toàn bộ 448,82 ha diện tích tự nhiên và 4.620 người của xã Song Khê thuộc huyện Yên Dũng về thành phố Bắc Giang quản lý.
Ngày 11 tháng 7 năm 2014, HĐND tỉnh Bắc Giang ban hành Nghị quyết số 12/NQ-HĐND về việc thành lập thôn Song Khê 1 và thôn Song Khê 2 trên cơ sở thôn Song Khê.
Tính đến ngày 31 tháng 12 năm 2023, xã Song Khê có 4,44 km² diện tích tự nhiên, quy mô dân số là 7.432 người và 4 thôn: Liêm Xuyên, Song Khê 1, Song Khê 2, Yên Khê.
Ngày 28 tháng 9 năm 2024, Ủy ban Thường vụ Quốc hội ban hành Nghị quyết số 1191/NQ-UBTVQH15 về việc sắp xếp đơn vị hành chính cấp huyện, cấp xã của tỉnh Bắc Giang giai đoạn 2023 – 2025 (nghị quyết có hiệu lực từ ngày 1 tháng 1 năm 2025). Theo đó, thành lập phường Song Khê thuộc thành phố Bắc Giang trên cơ sở toàn bộ 4,44 km² diện tích tự nhiên và quy mô dân số là 7.432 người của xã Song Khê.

## Văn hóa

### Di tích
- Đền thờ Hoàng giáp Đào Toàn Bân và Trạng nguyên Đào Sư Tích
- Linh Quang Tự (Chùa Liêm Xuyên) thuộc làng Liêm Xuyên đã được xếp hạng là Di tích lịch sử văn hóa cấp tỉnh.
- Mục Ngưu Tự - Chùa Trẻ thuộc làng Yên Khê.
- Hoa Khê Tự (Chùa Yên Khê) thuộc làng Yên Khê
- Đền An Khê (Nghè làng Yên Khê).

### Lễ hội
Cũng giống như nhiều địa phương khác trong tỉnh, ở Song Khê cũng có nhiều lễ hội dân gian được tổ chức ở quy mô cấp thôn (làng) vào đầu xuân năm mới như:
- Ngày 09 tháng giêng hàng năm, hội làng Yên Khê diễn ra tại Hoa Khê Tự.
- Ngày 15 tháng giêng hàng năm, hội làng Song Khê cũ.
- Ngày 10 tháng hai hàng năm, hội làng Liêm Xuyên diễn ra tại Linh Quang Tự

Hội làng ở Song Khê tùy thuộc vào khả năng và quy mô tổ chức của các làng mà có các trò chơi dân gian như đấu vật, cờ tướng, đập niêu,... đặc biệt là chèo thuyền hát Quan họ giao duyên trên ao đình và hát quan họ trong chòi hát. Đây là nét đặc trưng không thể thiếu trong những lễ hội dân gian ở trấn Kinh Bắc xưa.
- Ngoài ra, ở làng Yên Khê trước đây còn có tục đuổi chim cuốc vào ngày mồng 4 tháng giêng hàng năm nhưng nay đã bị thất truyền.[10]

## Danh nhân
- Quách Nhẫn, ông thi đỗ Thám hoa (Đệ nhất giáp Tiến sĩ cập đệ đệ tam danh) tại khoa Ất Hợi, niên hiệu Bảo Phù năm thứ 3 (1275) đời vua Trần Thánh Tông.[11]
- Đào Toàn Bân, ông thi đỗ Hoàng giáp (Đệ nhị giáp Tiến sĩ xuất thân) tại khoa Nhâm Thìn, niên hiệu Thiệu Phong năm thứ 12 (1352) đời vua Trần Dụ Tông.[12] Theo tấm bia Kim bảng lưu phương tại Văn Miếu Bắc Ninh ghi thì ông tên là Đào Toàn Phú.[13] Còn một số tài liệu khác ghi ông tên là Đào Toàn Mân.[14]
- Đào Sư Tích, ông là con trai của Hoàng giáp Đào Toàn Bân, ông thi đỗ Trạng nguyên (Đệ nhất giáp Tiến sĩ cập đệ đệ nhất danh) tại khoa thi Giáp Dần, niên hiệu Long Khánh năm thứ 2 (1374) đời vua Trần Duệ Tông. Sau này, ông giữ các chức quan như Nhập nội hành khiển, Hữu ty Lang trung và trở thành một cận thần của Thái thượng hoàng Trần Nghệ Tông.[15][16]
- Đào Thúc Viện, ông thi đỗ Tiến sĩ (Đệ tam giáp đồng Tiến sĩ xuất thân) tại khoa thi Nhâm Tuất, niên hiệu Cảnh Thống năm thứ 5 (1502) đời vua Lê Hiến Tông.[17]
- Ninh Triết, ông thi đỗ Tiến sĩ tại khoa thi Tân Mùi, niên hiệu Sùng Khang năm thứ 6 (1571) đời vua Mạc Mậu Hợp.[18]
- Nguyễn Khắc Nhu, ông là một chí sĩ yêu nước đầu thế kỉ 20 và là một trong những trụ cột của Việt Nam Quốc dân Đảng thời kỳ trước năm 1930.[19]
- Ninh Văn Phan, ông là một chính khách và nhà hoạt động cách mạng từ trước năm 1945.
- Nguyễn Khắc Đạm, ông là con trai của nhà yêu nước Nguyễn Khắc Nhu, ông là một nhà nghiên cứu sử học nổi tiếng ở thế kỉ 20.